# عبد الله الزيات
عبد الله الدسوقي عبد الله الزيات (1 ديسمبر 1985، طنطا) هو لاعب كرة قدم دولي مصري، يلعب في مركز وسط الملعب مع نادي الميناء في الدوري الموريتاني الممتاز، يعد أكثر لاعب مصري احترف بالبلدان العربية،   كما يعد أول محترف مصري بالدوري الموريتاني.

## نشأته وحياته
ولد عبد الله في 1 ديسمبر 1985 في مدينة طنطا التابعة لمحافظة الغربية، ونشأ في أسرة ميسورة الحال مكونة من أب يعمل في التجارة وأم ربة منزل وثلاث أولاد وثلاث بنات.

## مسيرته الكروية
بدأ مسيرته في صفوف مدرسة الموهوبين بطنطا حتى انتقاله إلى صفوف ناشيء النادي الأهلي عن طريق مدربيه حينذاك ربيع ياسين وحمادة مرزوق، ثم انتقل لصفوف غزل المحلة ثم اتجه للاحتراف عربيآ وانضم للنادي اليمني والجليل الأردني وبهلاء العماني والشباب اللبنانيوالرياض الموريتاني؛ ليصبح أول محترف مصري وعربي بالدوري الموريتاني في 22 مايو، ثم انتقل إلى «افسي نواذيبو» بعد عودته للدوري المصري عن طريق نادي سموحة السكندري ثم المدينة البحريني وحالياً بالميناء الموريتاني.
 وفي 1 يناير 2020، قرر الزيات فسخ عقده بالتراضي مع ناديه الميناء الموريتاني في بداية فترة الانتقالات الشتوية، وكان قد انضم إليه في مطلع موسم 2019 من نادي إف سي نواذيبو. فيما تُشير العديد من التقارير إلى أن اللاعب المصري قد يعود للدوري المصري من جديد حيث أعرب أكثر من نادي رغبته في ضم اللاعب العائد من تجربة احتراف بموريتاني مع ثلاث أندية هناك.

## تكريمه
أعلنت اللجنة العليا للمؤتمر العربي الإفريقي برئاسة زينب السخاوي عن تكريم عبد الله الزيات أول محترف مصري بالدوري الموريتاني بوصفه من الشخصيات الملهمة والإيجابية لعام 2019 والتي تم اختيارهم بالتصويت، حيث يُعد الزيات أكثر لاعب مصري احترف بالبلدان العربية حيث لعب من قبل بالدوري اليمني والسوداني والأردني والعماني واللبناني، وسيكون التكريم أيام 5 و6 و7 فبراير 2020.

## معرض صور

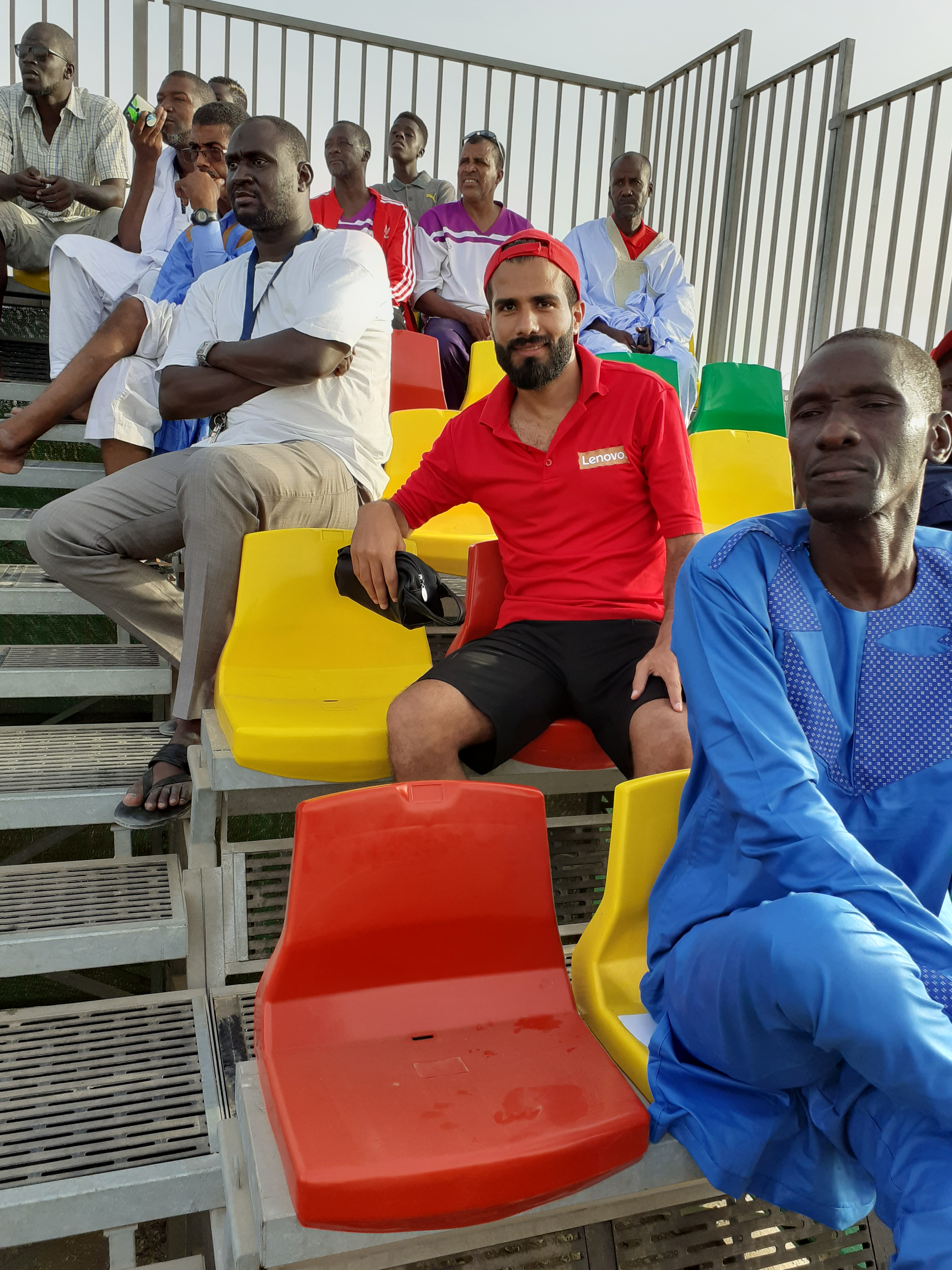
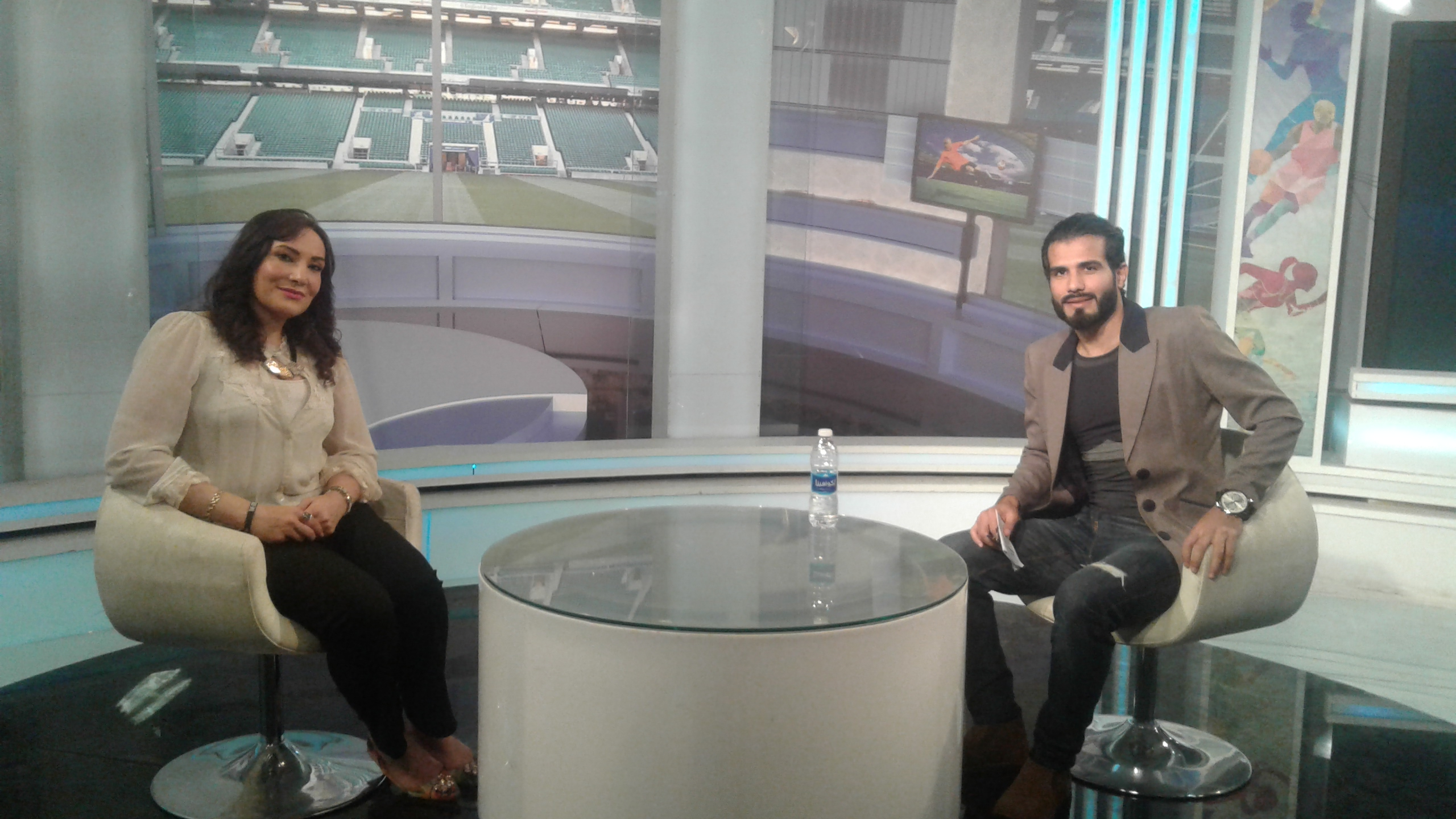
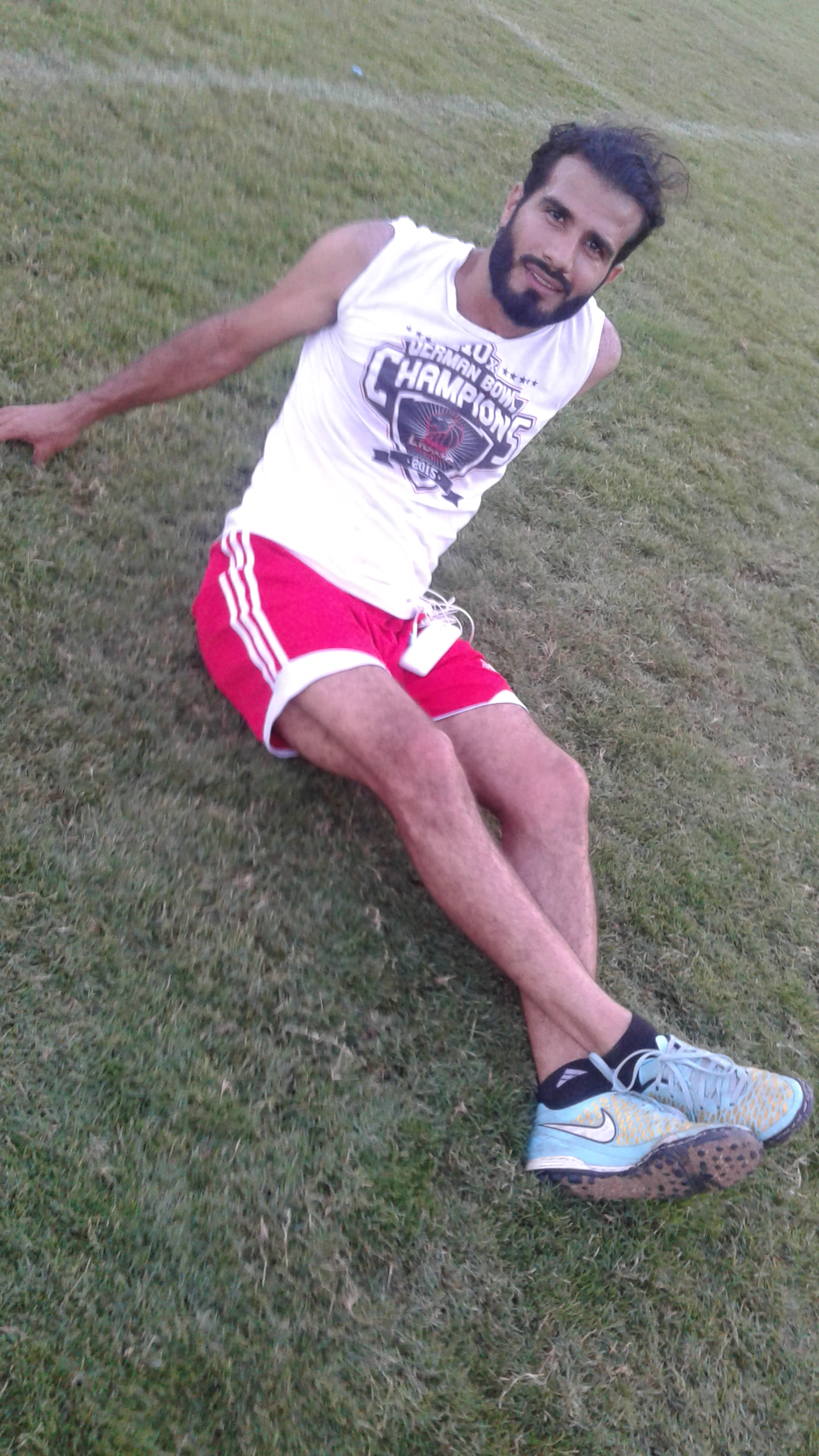
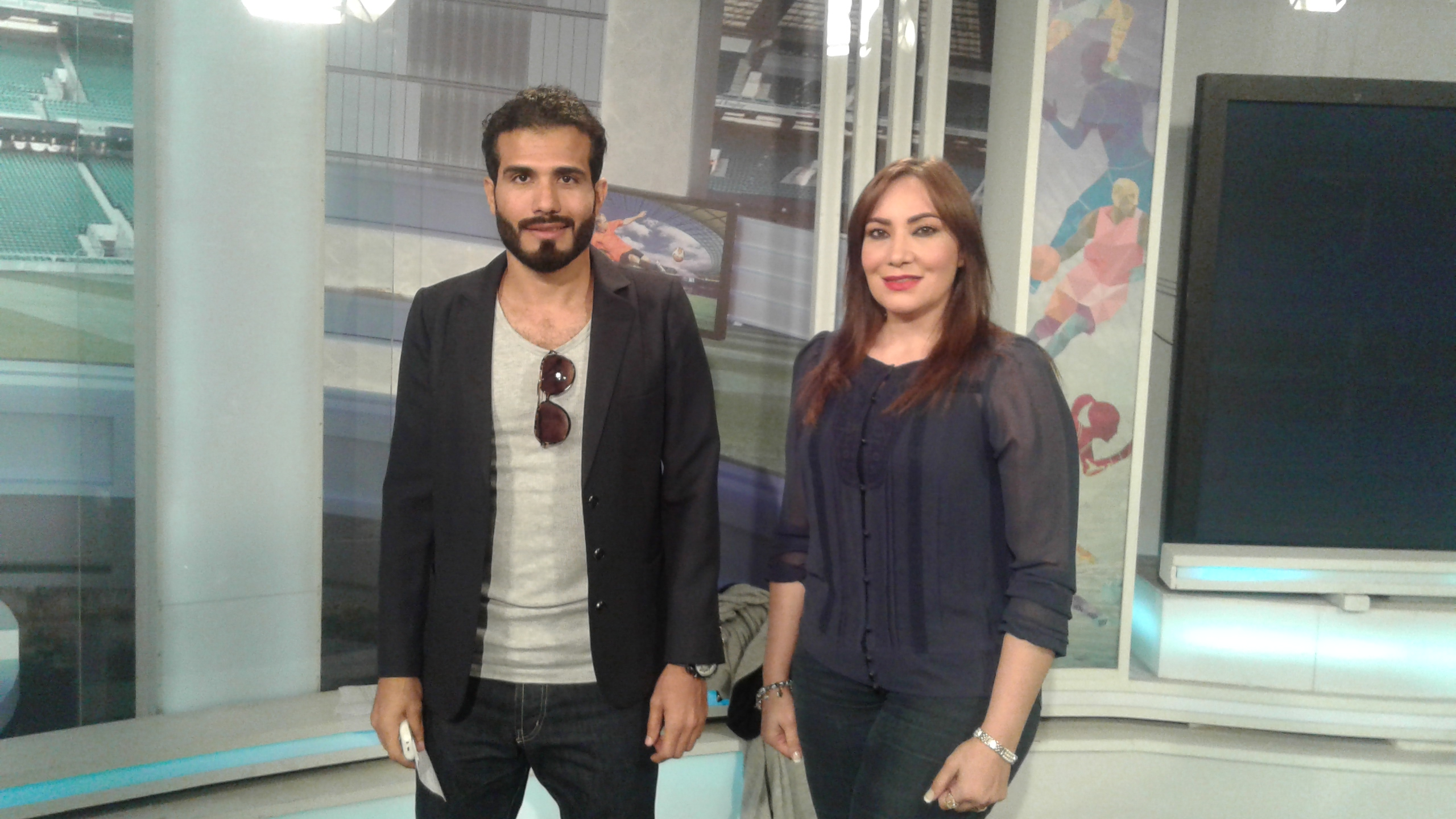